# Toxotes microlepis
Toxotes microlepis Günther, 1860 è un pesce appartenente alla famiglia Toxotidae, meglio noti con il nome di "pesci arcieri". Esso può raggiungere una lunghezza massima di 15 cm. Vive nelle regioni topicali dell'Indo-Pacifico ed è una specie potamodroma, spostandosi fra acque dolci e acque salmastre.

## Descrizione
Ha muso appuntito ed ampi occhi. La schiena è piatta e il ventre ricurvo. Hanno una sola pinna dorsale, con quattro o cinque aculei dorsali, il quarto più lungo del terzo. Ha normalmente da 40 a 42 scaglie sulla linea laterale, sebbene alcuni esemplari trovati nel Mekong ne avessero da 34 a 37. La specie T. blythii venne inizialmente confusa con quella del T. microlepis: diversità nella struttura e nel colore provocarono la suddivisione del T. blythii in una nuova specie.
Come altre specie di "pesci arcieri", Toxotes microlepis  presenta bande a cuneo o macchie scure sui fianchi.  che possono essere gialle o argentee. Esso raggiunge la lunghezza di 15 cm nel suo ambiente e 12 in cattività.
Ttoxotes microlepis  viene talvolta confuso con il congenere Toxotes jaculatrix: entrambe le specie presentano infatti quattro o cinque barre a cuneo sui fianchi. Comunque, le barre di Toxotes jaculatrix si estendono fino alla pinna dorsale mentre quello di T. microlepis si fermano sotto la pinna dorsale, con un'altra macchia sulla pinna stessa. Toxotes microlepis  inoltre ha un muso più corto degli altri "pesci arcieri".

## Alimentazione
Si nutre di insetti terrestri (che fa cadere in acqua colpendoli con un getto dal muso), zooplancton, crostacei e larve d'insetto.

## Distribuzione e habitat
Vive negli estuari dei grandi corsi d'acqua, in Asia nella zona Indo-Pacifica. Questa specie è distribuita tra i bacini fluviali del Mekong e del Chao Phraya, come pure nelle acque della Penisola malese, di Sumatra e del Borneo. Lo si può trovare vicino alle rive di acque stagnanti o in movimento, spesso nei tratti ricoperti da piante. Esso è definito pesce di acqua dolce, poiché durante la sua vita non si sposta in acque salmastre come alcuni altri "pesci arcieri". È stato trovato a monte, lontano dall'estuario, più spesso di quanto accada con le altre specie del medesimo genere.

## Rapporti con l'uomo
Alcuni esperti di acquari sostengono che esso venga venduto per gli acquari più degli altri "pesci arcieri". Spesso viene confuso con altri pesci dello stesso genere (specialmente con Toxotes chatareus e  Toxotes jaculatrix) e può essere venduto per acquari con membri di altre specie di "pesci arcieri". Toxotes microlepis non ha bisogno di acque salmastre come altri "pesci arcieri", come quelli testé citati, sebbene egli sia in grado di viverci.